# Nekrolog Dezember 2019
Nekrolog
◄◄
| ◄
| 2015
| 2016
| 2017
| 2018
| 2019 | 2020 | 2021 | 2022 | 2023 | ►
Januar |
Februar |
März |
April |
Mai |
Juni |
Juli |
August |
September |
Oktober |
November |
Dezember 2019
Weitere Ereignisse | Allgemeiner Nekrolog 2019
Die Beschreibung der verstorbenen Person sollte so kurz wie möglich gehalten sein und nur deren signifikante Tätigkeit(en) enthalten.
Neue Namen ggf. auch unter dem Geburts- und Sterbedatum, also etwa unter 1. Januar und im Geburts- und Sterbejahr (2024) eintragen (nur bei entsprechender großer Wichtigkeit). Für Beispiele siehe die schon vorhandenen Artikel.
Außerdem über die fünf zuletzt Verstorbenen, zu denen es einen ausreichend guten Artikel für eine Präsentation auf der Hauptseite gibt, nach der todesbedingten Überarbeitung der Artikel ggf. auch unter Wikipedia Diskussion:Hauptseite informieren und sie am besten auch in den anderen Wikipedia-Sprachversionen eintragen. Tipp: Regelmäßig bei news.google.de nach „ist tot“, „gestorben“ oder „verstorben“ suchen.
Wenn eine Person gestorben ist, gibt es viele Seiten zu dieser Person in der Wikipedia, die davon auch betroffen sind und entsprechend aktualisiert werden müssen. Beispiele: Namenübersichtsseite, Geburtsjahr, Geburtsort-Seiten und viele mehr.
Wie finde ich die betroffenen Seiten?
Im Suchfeld auf der linken Seite gibt man den Suchbegriff so ein: „Vorname Nachname“. Dann klickt man auf Volltext und alle Seiten mit entsprechendem Suchtext werden aufgerufen. Hier sieht man dann schnell, wo auch das Todesjahr Sinn macht oder sogar ein Teil des Artikels angepasst werden muss. Auch hilft das „Werkzeug“ auf der linken Seite sehr gut, um solche Seiten aufzufinden: „Links auf diese Seite“. Somit ist die Wikipedia wieder aktuell in allen Bereichen! Hinweis: bei Eintragung der Kategorie „Gestorben JAHR“ wird der Missbrauchsfilter 49 ausgelöst, was jedoch nicht schlimm ist. Siehe: Spezial:Missbrauchsfilter/49
Dies ist eine Liste von im Dezember 2019 verstorbenen bekannten Persönlichkeiten. Die Einträge erfolgen innerhalb der einzelnen Daten alphabetisch sortiert. Tiere sind im Nekrolog für Tiere zu finden.

## Dezember
Bearbeitungshinweis: Neue Todesfälle bitte nach Tagen geordnet eintragen. Die Todesfälle desselben Tages bitte in alphabetischer Reihenfolge absteigend einfügen.
| Tag          | Name                                             | Beruf, bekannt als                                                                       | Alter | Beleg |
| ------------ | ------------------------------------------------ | ---------------------------------------------------------------------------------------- | ----- | ----- |
| 31. Dezember | Serikbolsyn Äbdildin                             | kasachischer Politiker                                                                   | 82    |       |
| 31. Dezember | Peeter Allik                                     | estnischer Grafiker und Künstler                                                         | 53    |       |
| 31. Dezember | Rainer Bach                                      | deutscher Karikaturist                                                                   | 73    |       |
| 31. Dezember | Harvey Thomas Banks                              | US-amerikanischer Mathematiker                                                           | 79    |       |
| 31. Dezember | Milan Beli                                       | serbischer bzw. jugoslawischer Schauspieler                                              | 88    |       |
| 31. Dezember | Daniel P. Biebuyck                               | belgischer Anthropologe                                                                  | 94    |       |
| 31. Dezember | Roger Botembe                                    | kongolesischer Maler                                                                     | 60    |       |
| 31. Dezember | Juliano Cezar                                    | brasilianischer Sänger                                                                   | 59    |       |
| 31. Dezember | Albert Cohen                                     | US-amerikanischer Musikwissenschaftler                                                   | 90    |       |
| 31. Dezember | Rene Daalder                                     | niederländischer Filmregisseur und Drehbuchautor                                         | 75    |       |
| 31. Dezember | Djimrangar Dadnadji                              | tschadischer Politiker                                                                   | 65    |       |
| 31. Dezember | Chucrallah Harb                                  | libanesischer Bischof                                                                    | 96    |       |
| 31. Dezember | Volker Hochstein-Mintzel                         | deutscher Immunologe und Virologe                                                        | 90    |       |
| 31. Dezember | Florian Hufnagl                                  | deutscher Kunsthistoriker und Museumsleiter                                              | 71    |       |
| 31. Dezember | Andrew Hughes Hallett                            | britischer Wirtschaftswissenschaftler                                                    | 72    |       |
| 31. Dezember | Ratko Janev                                      | mazedonischer Atomphysiker                                                               | 80    |       |
| 31. Dezember | Vic Juris                                        | US-amerikanischer Jazzgitarrist                                                          | 66    |       |
| 31. Dezember | Siegfried Kanowski                               | deutscher Psychiater und Gerontologe                                                     | 84    |       |
| 31. Dezember | Alexander E. Kaplan                              | US-amerikanischer Physiker                                                               | 81    |       |
| 31. Dezember | Christian Kellens                                | belgischer Jazzmusiker                                                                   | 94    |       |
| 31. Dezember | Uwe Lambinus                                     | deutscher Politiker                                                                      | 78    |       |
| 31. Dezember | Hermann Lang                                     | deutscher Psychiater und Psychoanalytiker                                                | 81    |       |
| 31. Dezember | Uriel Nauenberg                                  | US-amerikanischer Physiker                                                               | 81    |       |
| 31. Dezember | Kohji Nishida                                    | japanischer Politiker                                                                    | 87    |       |
| 31. Dezember | Carlo Quartucci                                  | italienischer Regisseur, Schauspieler und Bühnenbildner                                  | 81    |       |
| 31. Dezember | Joachim Schlaich                                 | deutscher Diplomat                                                                       | 95    |       |
| 31. Dezember | Hansgerd Schulte                                 | deutscher Germanist                                                                      | 87    |       |
| 31. Dezember | Lutz Sparowitz                                   | österreichischer Bauingenieur                                                            | 79    |       |
| 31. Dezember | Ivo-Valentino Tomaš                              | kroatischer Fußballspieler                                                               | 26    |       |
| 31. Dezember | Bálint András Varga                              | ungarischer Publizist und Schriftsteller zur Neuen Musik                                 | 78    |       |
| 31. Dezember | Martin West                                      | US-amerikanischer Schauspieler                                                           | 82    |       |
| 30. Dezember | Don Alden Adams                                  | US-amerikanischer Präsident der Wachtturm-Gesellschaft                                   | 94    |       |
| 30. Dezember | Lloyd M. Aiello                                  | US-amerikanischer Augenarzt                                                              | 87    |       |
| 30. Dezember | Walentin Blisnjuk                                | sowjetischer Flugzeugkonstrukteur                                                        | 91    |       |
| 30. Dezember | Marion Chesney                                   | britische Schriftstellerin                                                               | 83    |       |
| 30. Dezember | Courtney Everts Mykytyn                          | US-amerikanische Aktivistin                                                              | 46    |       |
| 30. Dezember | Jan Fedder                                       | deutscher Schauspieler                                                                   | 64    |       |
| 30. Dezember | Pierre Galet                                     | französischer Ampelograph                                                                | 98    |       |
| 30. Dezember | Jack Garfein                                     | US-amerikanischer Regisseur, Schauspieler und Schauspiellehrer                           | 89    |       |
| 30. Dezember | Prosper Grech                                    | maltesischer Kardinal                                                                    | 94    |       |
| 30. Dezember | Gertrude Himmelfarb                              | US-amerikanische Historikerin                                                            | 97    |       |
| 30. Dezember | Harry Kupfer                                     | deutscher Opernregisseur                                                                 | 84    |       |
| 30. Dezember | Myron Levoy                                      | US-amerikanischer Schriftsteller                                                         | 89    |       |
| 30. Dezember | Giovanni Innocenzo Martinelli                    | italienischer Ordensgeistlicher und Bischof                                              | 77    |       |
| 30. Dezember | Syd Mead                                         | US-amerikanischer Designer                                                               | 86    |       |
| 30. Dezember | Sonny Mehta                                      | indischer Herausgeber                                                                    | 77    |       |
| 30. Dezember | Tony Mola                                        | brasilianischer Perkussionist                                                            | ?     |       |
| 30. Dezember | Carl-Heinz Rühl                                  | deutscher Fußballspieler, -trainer und -manager                                          | 80    |       |
| 30. Dezember | Peter Seifert                                    | deutscher Langstreckenläufer                                                             | 36    |       |
| 30. Dezember | Elizabeth Sellars                                | britische Schauspielerin                                                                 | 96    |       |
| 30. Dezember | Dennis Showalter                                 | US-amerikanischer Militärhistoriker                                                      | 77    |       |
| 30. Dezember | Ludwig Sklarski                                  | deutscher Fußballspieler                                                                 | 69    |       |
| 30. Dezember | Henads Waljukewitsch                             | sowjetischer Leichtathlet                                                                | 61    |       |
| 30. Dezember | Dirk Wilking                                     | deutscher Sozialpädagoge                                                                 | 62    |       |
| 30. Dezember | Charles Williams, Baron Williams of Elvel        | britischer Manager und Peer                                                              | 86    |       |
| 29. Dezember | Christopher Audland                              | britischer Diplomat                                                                      | 93    |       |
| 29. Dezember | Peter Biesenkamp                                 | deutscher Fußballspieler                                                                 | 73    |       |
| 29. Dezember | Carla Calò                                       | italienische Schauspielerin                                                              | 93    |       |
| 29. Dezember | Leonard J. Duhl                                  | US-amerikanischer Psychiater und Stadtplanungstheoretiker                                | 93    |       |
| 29. Dezember | Sebastián Ferrat                                 | mexikanischer Schauspieler                                                               | 41    |       |
| 29. Dezember | Albina Marçal Freitas                            | osttimoresische Politikerin                                                              | 61    |       |
| 29. Dezember | Alasdair Gray                                    | britischer Schriftsteller und Künstler                                                   | 85    |       |
| 29. Dezember | Neil Innes                                       | britischer Comedian, Musiker und Komponist                                               | 75    |       |
| 29. Dezember | Paul X. Kelley                                   | US-amerikanischer General und Manager                                                    | 91    |       |
| 29. Dezember | Germán Marín                                     | chilenischer Schriftsteller                                                              | 85    |       |
| 29. Dezember | Klaus Meyer                                      | deutscher Mineraloge                                                                     | 83    |       |
| 29. Dezember | Vaughan Oliver                                   | britischer Grafikdesigner                                                                | 62    |       |
| 29. Dezember | Richard C. Raack                                 | US-amerikanischer Geschichtswissenschaftler                                              | 91    |       |
| 29. Dezember | Erich Reusch                                     | deutscher Bildhauer und Architekt                                                        | 94    |       |
| 29. Dezember | Lisa Riedel                                      | deutsche Museumsleiterin                                                                 | 95    |       |
| 29. Dezember | Frieder Schauer                                  | deutscher Mikrobiologe                                                                   | 70    |       |
| 29. Dezember | Hans Wilhelm Holm Schwarz                        | deutscher Archivar und Historiker                                                        | 84    |       |
| 29. Dezember | Manfred Stolpe                                   | deutscher Politiker                                                                      | 83    |       |
| 29. Dezember | Norma Tanega                                     | US-amerikanische Musikerin                                                               | 80    |       |
| 29. Dezember | Harry Antonio Villegas Tamayo                    | kubanischer Revolutionär                                                                 | 79    |       |
| 29. Dezember | Achim Zickler                                    | deutscher Physiker                                                                       | 83    |       |
| 28. Dezember | Klaus Alexander                                  | deutscher Mediziner und Hochschulrektor                                                  | 87    |       |
| 28. Dezember | Dieter Altenburg                                 | deutscher Rudertrainer                                                                   | 77    |       |
| 28. Dezember | Robert Baden-Powell                              | britischer Peer und Politiker                                                            | 83    |       |
| 28. Dezember | Lawrence Busch                                   | US-amerikanischer Soziologe                                                              | 74    |       |
| 28. Dezember | Dieter Danzberg                                  | deutscher Fußballspieler                                                                 | 79    |       |
| 28. Dezember | Vilhjálmur Einarsson                             | isländischer Leichtathlet                                                                | 85    |       |
| 28. Dezember | Karl-Heinz Frankl                                | österreichischer Priester und Kirchenhistoriker                                          | 81    |       |
| 28. Dezember | David D. Galloway                                | US-amerikanischer Amerikanist, Literaturwissenschaftler, Museumskurator und Autor        | 82    |       |
| 28. Dezember | Wilfried Gerth                                   | deutscher Ingenieurwissenschaftler                                                       | 75    |       |
| 28. Dezember | Ludwig Gortner                                   | deutscher Mediziner                                                                      | 69    |       |
| 28. Dezember | Fred P. Graham                                   | US-amerikanischer Fernsehjournalist und -moderator                                       | 88    |       |
| 28. Dezember | Jurij Grós                                       | sorbischer Funktionär und Politiker                                                      | 88    |       |
| 28. Dezember | Gerhard Loewenberg                               | US-amerikanischer Politikwissenschaftler                                                 | 91    |       |
| 28. Dezember | Thanos Mikroutsikos                              | griechischer Komponist und Politiker                                                     | 72    |       |
| 28. Dezember | Fred Richmond                                    | US-amerikanischer Politiker                                                              | 96    |       |
| 28. Dezember | Milan Šamko                                      | deutscher Pianist und Keyboarder                                                         | 73    |       |
| 28. Dezember | Erzsébet Szőnyi                                  | ungarische Komponistin und Musikpädagogin                                                | 95    |       |
| 28. Dezember | Harald Thon                                      | norwegischer Orientierungsläufer                                                         |       |       |
| 28. Dezember | Hans-Heinrich Vangerow                           | deutscher Forstmann und Historiker                                                       | 95    |       |
| 28. Dezember | Lothar Weschke                                   | deutscher Fußballspieler                                                                 | 76    |       |
| 28. Dezember | Harald H. Zimmermann                             | deutscher Informationswissenschaftler                                                    | 78    |       |
| 27. Dezember | Mike Bundt                                       | deutscher Musiker, Komponist, Produzent und Musikmanager                                 | 70    |       |
| 27. Dezember | Takehiko Endō                                    | japanischer Politiker                                                                    | 81    |       |
| 27. Dezember | William L. Graf                                  | US-amerikanischer Geograph                                                               | 72    |       |
| 27. Dezember | Don Imus                                         | US-amerikanischer Hörfunkmoderator                                                       | 79    |       |
| 27. Dezember | J. Charles Jones                                 | US-amerikanischer Bürgerrechtler                                                         | 82    |       |
| 27. Dezember | Walter Koch                                      | österreichischer Historiker                                                              | 77    |       |
| 27. Dezember | Garrett List                                     | US-amerikanischer Posaunist und Komponist                                                | 76    |       |
| 27. Dezember | Walter Mayer                                     | deutscher Altorientalist                                                                 | 77    |       |
| 27. Dezember | Léonce Mercier                                   | kanadischer Politiker                                                                    | 93    |       |
| 27. Dezember | Falk Meyer                                       | deutscher Baudirektor                                                                    | 77    |       |
| 27. Dezember | Paul Munnery                                     | britischer Jazzposaunist                                                                 | 77    |       |
| 27. Dezember | Neal R. Peirce                                   | US-amerikanischer Kolumnist und Buchautor                                                | 87    |       |
| 27. Dezember | Josef Plocek                                     | tschechischer Religionsfreiheitsaktivist                                                 | 94    |       |
| 27. Dezember | John Rothchild                                   | US-amerikanischer Journalist und Autor                                                   | 74    |       |
| 27. Dezember | Hellmut Seier                                    | deutscher Historiker                                                                     | 90    |       |
| 27. Dezember | Jack Sheldon                                     | US-amerikanischer Schauspieler, Sänger und Jazz-Trompeter                                | 88    |       |
| 27. Dezember | Wolfgang Sühnholz                                | deutsch-US-amerikanischer Fußballspieler                                                 | 73    |       |
| 27. Dezember | Hugh „Peanuts“ Whalum                            | US-amerikanischer Jazzmusiker                                                            | 91    |       |
| 26. Dezember | Jocelyn Burdick                                  | US-amerikanische Politikerin                                                             | 97    |       |
| 26. Dezember | Hans-Jörg Criens                                 | deutscher Fußballspieler                                                                 | 59    |       |
| 26. Dezember | Peter Deussen                                    | deutscher Informatiker                                                                   | 84    |       |
| 26. Dezember | Nicolas Estgen                                   | luxemburgischer Politiker                                                                | 89    |       |
| 26. Dezember | Heiko Faber                                      | deutscher Rechtswissenschaftler                                                          | 82    |       |
| 26. Dezember | Jerry Herman                                     | US-amerikanischer Komponist                                                              | 88    |       |
| 26. Dezember | Charles Hepworth Holland                         | britischer Geologe und Paläontologe                                                      | 96    |       |
| 26. Dezember | Helmut Hroß                                      | deutscher Pädagoge und Autor                                                             | 89    |       |
| 26. Dezember | Robert Kohnen                                    | belgischer Cembalist und Organist                                                        | 87    |       |
| 26. Dezember | Sleepy LaBeef                                    | US-amerikanischer Rockabillymusiker                                                      | 84    |       |
| 26. Dezember | Sue Lyon                                         | US-amerikanische Schauspielerin                                                          | 73    |       |
| 26. Dezember | Eigil Nielsen                                    | dänischer Fußballspieler                                                                 | 71    |       |
| 26. Dezember | Claude Régy                                      | französischer Theaterregisseur                                                           | 96    |       |
| 26. Dezember | Peter Maria Schuster                             | österreichischer Physiker und Schriftsteller                                             | 80    |       |
| 26. Dezember | Américo Signorelli                               | uruguayischer Sportjournalist                                                            | 85    |       |
| 26. Dezember | Gary Starkweather                                | US-amerikanischer Erfinder                                                               | 81    |       |
| 26. Dezember | Galina Woltschek                                 | russische Schauspielerin und Theaterregisseurin                                          | 86    |       |
| 25. Dezember | Ari Behn                                         | norwegischer Schriftsteller                                                              | 47    |       |
| 25. Dezember | Ethella Chupryk                                  | ukrainische Pianistin                                                                    | 55    |       |
| 25. Dezember | Johannes Conen                                   | niederländischer Szenograph, Videogestalter und Regisseur                                | 75    |       |
| 25. Dezember | John Frank Davidson                              | britischer Chemieingenieur                                                               | 93    |       |
| 25. Dezember | Machmut Garejew                                  | sowjetischer bzw. russischer Militärführer                                               | 96    |       |
| 25. Dezember | William Greider                                  | US-amerikanischer Journalist und Buchautor                                               | 83    |       |
| 25. Dezember | Desmond King-Hele                                | britischer Physiker                                                                      | 92    |       |
| 25. Dezember | Horst Klengel                                    | deutscher Altorientalist                                                                 | 86    |       |
| 25. Dezember | Ľudovít Lačný                                    | slowakischer Schachkomponist                                                             | 93    |       |
| 25. Dezember | Michael Löwe                                     | deutscher Informatiker                                                                   | 63    |       |
| 25. Dezember | Duncan MacKay                                    | schottischer Fußballspieler und -trainer                                                 | 82    |       |
| 25. Dezember | Lee Mendelson                                    | US-amerikanischer Fernsehproduzent                                                       | 86    |       |
| 25. Dezember | Hans Scherz                                      | österreichischer Autor, Ernährungsberater und Gesundheitstrainer                         | 82    |       |
| 25. Dezember | Peter Schreier                                   | deutscher Sänger und Dirigent                                                            | 84    |       |
| 25. Dezember | Arthur L. Singer Jr.                             | US-amerikanischer Fernsehmanager                                                         | 90    |       |
| 25. Dezember | Helmut Tybussek                                  | deutscher Fußballspieler                                                                 | 73    |       |
| 24. Dezember | Sonja Abramowa                                   | sowjetische bzw. usbekische Pianistin, Komponistin und Musikpädagogin                    | 89    |       |
| 24. Dezember | Edward Aschoff                                   | US-amerikanischer Sportjournalist                                                        | 34    |       |
| 24. Dezember | Gary Barone                                      | US-amerikanischer Jazzmusiker                                                            | 78    |       |
| 24. Dezember | Giacomo Bazzan                                   | italienischer Radrennfahrer                                                              | 69    |       |
| 24. Dezember | Hans Brockmann                                   | deutscher Chemiker                                                                       | 83    |       |
| 24. Dezember | Kelly Fraser                                     | kanadische Inuit-Sängerin                                                                | 26    |       |
| 24. Dezember | Walter Gebhard                                   | deutscher Germanist                                                                      | 83    |       |
| 24. Dezember | Heinz Helling                                    | deutscher Mathematiker                                                                   | 82    |       |
| 24. Dezember | Herbert Hildebrandt                              | deutscher Kirchenmusiker                                                                 | 84    |       |
| 24. Dezember | Ernst Höger                                      | österreichischer Politiker                                                               | 74    |       |
| 24. Dezember | David S. Hogness                                 | US-amerikanischer Biochemiker und Genetiker                                              | 94    |       |
| 24. Dezember | Walter Horak                                     | österreichischer Fußballspieler                                                          | 88    |       |
| 24. Dezember | Sergej Karimow                                   | deutsch-kasachischer Fußballspieler                                                      | 33    |       |
| 24. Dezember | Albert van Leusen                                | niederländischer Chemiker                                                                | 86    |       |
| 24. Dezember | Andrew Miller                                    | britischer Gewerkschafter und Politiker                                                  | 70    |       |
| 24. Dezember | Franz Püll                                       | deutscher Politiker                                                                      | 92    |       |
| 24. Dezember | Werner Franz Siebenbrock                         | deutscher Bischof                                                                        | 82    |       |
| 24. Dezember | Noor Ali Tabandeh                                | iranischer Sufi-Führer                                                                   | 92    |       |
| 24. Dezember | Paul Verbeek                                     | deutscher Diplomat                                                                       | 94    |       |
| 24. Dezember | Bob Wade                                         | US-amerikanischer Künstler                                                               | 76    |       |
| 24. Dezember | Allee Willis                                     | US-amerikanische Songwriterin                                                            | 72    |       |
| 24. Dezember | Arnold Wolff                                     | deutscher Architekt und Dombaumeister                                                    | 87    |       |
| 23. Dezember | Rafael Amor                                      | argentinischer Liedermacher                                                              | 71    |       |
| 23. Dezember | Wander Bertoni                                   | österreichischer Bildhauer                                                               | 94    |       |
| 23. Dezember | Willy Bischof                                    | Schweizer Radiojournalist und Jazzmusiker                                                | 74    |       |
| 23. Dezember | John Cain junior                                 | australischer Politiker und Premier von Victoria                                         | 88    |       |
| 23. Dezember | Carl R. Deckard                                  | US-amerikanischer Erfinder und Unternehmer                                               | 58    |       |
| 23. Dezember | Johanna Eichmann                                 | deutsche Nonne                                                                           | 93    |       |
| 23. Dezember | Manina Ferreira-Erlenbach                        | deutsche Fernsehmoderatorin                                                              | 54    |       |
| 23. Dezember | David Foster                                     | US-amerikanischer Filmproduzent                                                          | 90    |       |
| 23. Dezember | Ahmed Gaïd Salah                                 | algerischer Politiker und Militär                                                        | 79    |       |
| 23. Dezember | Howard M. Grey                                   | US-amerikanischer Immunologe                                                             | 87    |       |
| 23. Dezember | Philippe Jaussaud                                | französischer Chemiker, Pharmakologe und Toxikologe                                      | 86    |       |
| 23. Dezember | Edward J. Kenney                                 | britischer Philologe                                                                     | 95    |       |
| 23. Dezember | Hans Krämer                                      | deutscher Fußballspieler                                                                 | 90    |       |
| 23. Dezember | Brian McGuinness                                 | britischer Philosoph                                                                     | 92    |       |
| 23. Dezember | Bernd Michaels                                   | deutscher Manager und Verbandsfunktionär                                                 | 83    |       |
| 23. Dezember | Mustafa Mujezinović                              | bosnischer Politiker                                                                     | 64    |       |
| 23. Dezember | Gerd Ronning                                     | deutscher Wirtschaftswissenschaftler                                                     | 80    |       |
| 23. Dezember | Fred B. Rooney                                   | US-amerikanischer Politiker                                                              | 94    |       |
| 23. Dezember | Lothar Schmiedel                                 | deutscher Fußballspieler                                                                 | 76    |       |
| 23. Dezember | Peter Tradowsky                                  | deutscher Anthroposoph                                                                   | 85    |       |
| 23. Dezember | Ulla Trenter                                     | schwedische Schriftstellerin und Übersetzerin                                            | 83    |       |
| 23. Dezember | Joël Vandroogenbroeck                            | belgischer Musiker                                                                       | 81    |       |
| 23. Dezember | Vladimír Wolf                                    | tschechischer Historiker und Archivar                                                    | 77    |       |
| 23. Dezember | Werner Wolf                                      | deutscher Musikwissenschaftler                                                           | 94    |       |
| 23. Dezember | Michael Woolfson                                 | britischer Physiker                                                                      | 92    |       |
| 22. Dezember | Marie-Claire Barth-Frommel                       | Schweizerische Theologin                                                                 | 92    |       |
| 22. Dezember | Peter Barthelmey                                 | deutscher Handballspieler und -trainer                                                   | 74    |       |
| 22. Dezember | Gabriel Borra                                    | belgischer Radrennfahrer                                                                 | 82    |       |
| 22. Dezember | Tony Britton                                     | britischer Schauspieler                                                                  | 95    |       |
| 22. Dezember | Ben Broos                                        | niederländischer Kunsthistoriker                                                         | 75    |       |
| 22. Dezember | John Cain                                        | australischer Politiker                                                                  | 88    |       |
| 22. Dezember | Ram Dass                                         | US-amerikanischer Psychologe                                                             | 88    |       |
| 22. Dezember | Christian Gizewski                               | deutscher Althistoriker                                                                  | 78    |       |
| 22. Dezember | Walter Hojsa                                     | österreichischer Volksmusiksänger                                                        | 95    |       |
| 22. Dezember | Fritz Künzli                                     | Schweizer Fußballspieler                                                                 | 73    |       |
| 22. Dezember | Ward Lernout                                     | belgischer Maler                                                                         | 88    |       |
| 22. Dezember | Ronald Melzack                                   | kanadischer Psychologe                                                                   | 90    |       |
| 22. Dezember | Karl E. Meyer                                    | US-amerikanischer Journalist                                                             | 91    |       |
| 22. Dezember | Édison Realpe                                    | ecuadorianischer Fußballspieler                                                          | 23    |       |
| 22. Dezember | Andreas Rothe                                    | deutscher Heilpraktiker und Autor                                                        | 78    |       |
| 22. Dezember | Peter F. Smith                                   | britischer Architekturtheoretiker                                                        | 88    |       |
| 22. Dezember | Elizabeth Spencer                                | US-amerikanische Schriftstellerin                                                        | 98    |       |
| 22. Dezember | Wilfried Stallknecht                             | deutscher Architekt und Möbeldesigner                                                    | 91    |       |
| 22. Dezember | Gary Talbot                                      | englischer Fußballspieler                                                                | 82    |       |
| 22. Dezember | Juan Trovar                                      | mexikanischer Schriftsteller und Theaterdramaturg                                        | 78    |       |
| 22. Dezember | Jürgen Zander                                    | deutscher Sportfunktionär, Sporthistoriker und Schulleiter                               | 85    |       |
| 22. Dezember | Franz Zeithammer                                 | deutscher Messe- und Kulturmanager                                                       | 80    |       |
| 21. Dezember | Keigo Abe                                        | japanischer Karateka                                                                     | 81    |       |
| 21. Dezember | Stefan Angelow                                   | bulgarischer Ringer                                                                      | 72    |       |
| 21. Dezember | Ali S. Argon                                     | türkisch-US-amerikanischer Physiker und Materialwissenschaftler                          | 89    |       |
| 21. Dezember | Carlos Barruso                                   | spanischer Jazz-Saxofonist                                                               | 58    |       |
| 21. Dezember | Ronnie Bowlby                                    | britischer Bischof                                                                       | 93    |       |
| 21. Dezember | Leslie Brent                                     | britischer Immunologe und Zoologe                                                        | 94    |       |
| 21. Dezember | Hartmut Brückner                                 | deutscher Grafikdesigner                                                                 | 69    |       |
| 21. Dezember | Edward G. Effros                                 | US-amerikanischer Mathematiker                                                           | 84    |       |
| 21. Dezember | Gerald A. Feltham                                | kanadischer Wirtschaftswissenschaftler                                                   | 81    |       |
| 21. Dezember | Gjorgji Filipovski                               | jugoslawischer bzw. nordmazedonischer Bodenkundler                                       | 100   |       |
| 21. Dezember | Horst Franke                                     | deutscher Volkswirt                                                                      | 89    |       |
| 21. Dezember | William Higgins                                  | US-amerikanischer Filmproduzent und Filmregisseur                                        | 77    |       |
| 21. Dezember | Isaac Kramnick                                   | US-amerikanischer Politikwissenschaftler und Historiker                                  | 81    |       |
| 21. Dezember | Luis Peñalver                                    | venezolanischer Baseballspieler                                                          | 78    |       |
| 21. Dezember | Martin Peters                                    | englischer Fußballspieler                                                                | 76    |       |
| 21. Dezember | Dale Russell                                     | kanadischer Paläontologe                                                                 | 81    |       |
| 21. Dezember | James Sackett                                    | US-amerikanischer Archäologe                                                             | 86    |       |
| 21. Dezember | Bolotbek Schamschijew                            | kirgisischer Filmregisseur und Drehbuchautor                                             | 78    |       |
| 21. Dezember | Joseph Segel                                     | US-amerikanischer Unternehmer                                                            | 88    |       |
| 21. Dezember | Muhammad Shahrur                                 | syrischer Ingenieur und Intellektueller                                                  | 81    |       |
| 21. Dezember | Günter Simon                                     | deutscher Fußballspieler und Sportjournalist                                             | 88    |       |
| 21. Dezember | Emanuel Ungaro                                   | französischer Modedesigner                                                               | 86    |       |
| 21. Dezember | Walter Zelinski                                  | deutscher Autor und Radiomoderator                                                       | 71    |       |
| 20. Dezember | Fazle Hasan Abed                                 | bangladeschischer Entwicklungshelfer                                                     | 83    |       |
| 20. Dezember | Matti Ahde                                       | finnischer Politiker                                                                     | 73    |       |
| 20. Dezember | Robert Creech                                    | kanadischer Hornist                                                                      | 91    |       |
| 20. Dezember | Hermann L. Gremliza                              | deutscher Journalist und Schriftsteller                                                  | 79    |       |
| 20. Dezember | John T. Irwin                                    | US-amerikanischer Literaturkritiker                                                      | 79    |       |
| 20. Dezember | Junior Johnson                                   | US-amerikanischer Automobilrennfahrer                                                    | 88    |       |
| 20. Dezember | H. Ronald Kaback                                 | US-amerikanischer Biochemiker                                                            | 83    |       |
| 20. Dezember | Ambrose Kiapseni                                 | papua-neuguineischer Bischof                                                             | 74    |       |
| 20. Dezember | Eduard Krieger                                   | österreichischer Fußballspieler                                                          | 73    |       |
| 20. Dezember | Nancy Lewis                                      | US-amerikanische Promoterin                                                              | 76    |       |
| 20. Dezember | Klaus Uwe Ludwig                                 | deutscher Kirchenmusiker und Komponist                                                   | 76    |       |
| 20. Dezember | Pierre Maroteaux                                 | französischer Pädiater und Humangenetiker                                                | 94    |       |
| 20. Dezember | Roland Matthes                                   | deutscher Schwimmer                                                                      | 69    |       |
| 20. Dezember | Robert Moir                                      | australisch-US-amerikanischer Mediziner                                                  | 58    |       |
| 20. Dezember | Juri Pschenitschnikow                            | sowjetischer bzw. usbekischer Fußballspieler und -trainer                                | 79    |       |
| 20. Dezember | Helmut Rieger                                    | deutscher Journalist                                                                     | 88    |       |
| 20. Dezember | Anton Schweighofer                               | österreichischer Architekt                                                               | 89    |       |
| 20. Dezember | Woody Vasulka                                    | tschechisch-US-amerikanischer Künstler                                                   | 82    |       |
| 20. Dezember | Klaus Wolff                                      | österreichischer Dermatologe                                                             | 84    |       |
| 19. Dezember | Michael B. Abbott                                | britischer Wasserbauingenieur                                                            | 88    |       |
| 19. Dezember | En Davy                                          | philippinische Popsängerin                                                               | 71    |       |
| 19. Dezember | Jules Deelder                                    | niederländischer Lyriker                                                                 | 75    |       |
| 19. Dezember | Jack B. Farris                                   | US-amerikanischer Generalleutnant                                                        | 84    |       |
| 19. Dezember | János Galambos                                   | ungarischer Mathematiker                                                                 | 79    |       |
| 19. Dezember | Ward Just                                        | US-amerikanischer Journalist und Schriftsteller                                          | 84    |       |
| 19. Dezember | Rudolf Ladurner                                  | Südtiroler Regisseur und Theaterleiter                                                   | 67    |       |
| 19. Dezember | Saoul Mamby                                      | US-amerikanischer Boxer                                                                  | 72    |       |
| 19. Dezember | Georgios Metallinos                              | griechischer Theologe                                                                    | 79    |       |
| 19. Dezember | Yoshio Mochizuki                                 | japanischer Politiker                                                                    | 72    |       |
| 19. Dezember | Marko Orlandić                                   | jugoslawischer Politiker und Diplomat                                                    | 89    |       |
| 19. Dezember | José Miguel Oviedo                               | peruanischer Literaturwissenschaftler und -kritiker                                      | 85    |       |
| 19. Dezember | Stanley J. Stein                                 | US-amerikanischer Historiker                                                             | 99    |       |
| 19. Dezember | Alexander Wagner                                 | deutscher Komponist und Chorpädagoge                                                     | 93    |       |
| 19. Dezember | Alba Zaluar                                      | brasilianische Anthropologin                                                             | 77    |       |
| 18. Dezember | Patxi Andión                                     | spanischer Singer-Songwriter, Musiker und Schauspieler                                   | 72    |       |
| 18. Dezember | Per Axelsson                                     | schwedischer Zahnmediziner                                                               | 86    |       |
| 18. Dezember | Claudine Auger                                   | französische Schauspielerin und Model                                                    | 78    |       |
| 18. Dezember | Alain Barrière                                   | französischer Sänger                                                                     | 84    |       |
| 18. Dezember | Joachim Bergmann                                 | deutscher Soziologe                                                                      | 86    |       |
| 18. Dezember | Richard L. Bishop                                | US-amerikanischer Mathematiker                                                           | 88    |       |
| 18. Dezember | Herman Boone                                     | US-amerikanischer American-Football-Spieler und -Trainer                                 | 84    |       |
| 18. Dezember | Sylvia Chant                                     | britische Geographin                                                                     | 60    |       |
| 18. Dezember | Geula Cohen                                      | israelische Politikerin                                                                  | 93    |       |
| 18. Dezember | Ibrahim Diarra                                   | französischer Rugby-Union-Spieler                                                        | 36    |       |
| 18. Dezember | Marron Curtis Fort                               | US-amerikanisch-deutscher Germanist und Frisist                                          | 81    |       |
| 18. Dezember | Reinhold Haberlandt                              | deutscher Physiker                                                                       | 83    |       |
| 18. Dezember | Julius Hanak                                     | österreichischer Theologe                                                                | 86    |       |
| 18. Dezember | Jochen F. Kirchhoff                              | deutscher Unternehmer                                                                    | 92    |       |
| 18. Dezember | Michael Laux                                     | deutscher Filmemacher                                                                    | 67    |       |
| 18. Dezember | Kenny Lynch                                      | britischer Sänger und Schauspieler                                                       | 81    |       |
| 18. Dezember | Malcolm Lyons                                    | britischer Arabist                                                                       | 90    |       |
| 18. Dezember | Marianne MacDonald                               | kanadische Schriftstellerin                                                              | 85    |       |
| 18. Dezember | François Schaack                                 | luxemburgischer Politiker                                                                | 91    |       |
| 18. Dezember | Abbey Simon                                      | US-amerikanischer Pianist                                                                | 99    |       |
| 18. Dezember | Arvydas Šliogeris                                | litauischer Philosoph und Übersetzer                                                     | 75    |       |
| 18. Dezember | Peter Sulzer                                     | deutscher Architekt                                                                      | 87    |       |
| 18. Dezember | Christoph Vitali                                 | Schweizer Kurator, Museumsdirektor und Kunstautor                                        | 79    |       |
| 17. Dezember | Enzio d’Antonio                                  | italienischer Erzbischof                                                                 | 94    |       |
| 17. Dezember | Karin Balzer                                     | deutsche Leichtathletin                                                                  | 81    |       |
| 17. Dezember | Da Chen                                          | chinesisch-US-amerikanischer Schriftsteller                                              | 57    |       |
| 17. Dezember | Gerhard Dautzenberg                              | deutscher katholischer Theologe                                                          | 85    |       |
| 17. Dezember | Dick Doyle                                       | US-amerikanischer Leichtathlet                                                           | 92    |       |
| 17. Dezember | William Epstein                                  | US-amerikanischer Psychologe                                                             | 88    |       |
| 17. Dezember | László Heltay                                    | ungarisch-britischer Chorleiter und Dirigent                                             | 89    |       |
| 17. Dezember | Bronco Horvath                                   | kanadischer Eishockeyspieler                                                             | 89    |       |
| 17. Dezember | Cuchlaine King                                   | britische Geographin                                                                     | 97    |       |
| 17. Dezember | Nils Kjellström                                  | schwedischer Musiker und Komponist                                                       | 76    |       |
| 17. Dezember | Scot Kleinendorst                                | US-amerikanischer Eishockeyspieler                                                       | 59    |       |
| 17. Dezember | Shreeram Lagoo                                   | indischer Schauspieler                                                                   | 92    |       |
| 17. Dezember | Fernando Lemos                                   | portugiesisch-brasilianischer Künstler                                                   | 93    |       |
| 17. Dezember | Cândido Lorenzo González                         | spanisch-brasilianischer Bischof                                                         | 94    |       |
| 17. Dezember | Eberhardt Purrucker                              | deutscher Maler, Grafiker, Fotograf und Kunstpädagoge                                    | 92    |       |
| 17. Dezember | J. R. Brent Ritchie                              | kanadischer Tourismuswissenschaftler                                                     | 77    |       |
| 17. Dezember | Paul Sauvage                                     | französischer Fußballspieler                                                             | 80    |       |
| 17. Dezember | Erich Scheufele                                  | deutscher Fußballspieler                                                                 | 91    |       |
| 17. Dezember | Rudolf Spengler                                  | deutscher Handballspieler und -trainer                                                   | 91    |       |
| 17. Dezember | Peter Wollen                                     | britischer Filmtheoretiker, Drehbuchautor und Regisseur                                  | 81    |       |
| 16. Dezember | Stephen F. Barker                                | US-amerikanischer Philosoph                                                              | 92    |       |
| 16. Dezember | Martjo Brongers                                  | niederländischer Musiker                                                                 | 61    |       |
| 16. Dezember | Mama Cax                                         | haitianisch-US-amerikanisches Model und Aktivistin                                       | 30    |       |
| 16. Dezember | George Ferguson                                  | kanadischer Eishockeyspieler                                                             | 67    |       |
| 16. Dezember | Klaus Goldmann                                   | deutscher Prähistoriker                                                                  | 83    |       |
| 16. Dezember | Friedrich Hecht                                  | deutscher Politiker                                                                      | 101   |       |
| 16. Dezember | Edgar von Heeringen                              | deutscher Regisseur                                                                      | 88    |       |
| 16. Dezember | Hans Leo Kornberg                                | britisch-US-amerikanischer Biochemiker                                                   | 91    |       |
| 16. Dezember | José de Nève                                     | Schweizer Glasmaler, Maler, Zeichner, Illustrator und Kunstpädagoge                      | 86    |       |
| 16. Dezember | Hermann Rumpf                                    | österreichischer Musiker                                                                 | 79    |       |
| 16. Dezember | Jürgen Kühling                                   | deutscher Jurist                                                                         | 85    |       |
| 16. Dezember | Peter Larkin                                     | US-amerikanischer Bühnenbildner und Filmarchitekt                                        | 93    |       |
| 16. Dezember | Álvaro López García                              | spanischer Astronom und Asteroidenentdecker                                              | 78    |       |
| 16. Dezember | Arouna Mounkaïla                                 | nigrischer Politiker und Diplomat                                                        |       |       |
| 16. Dezember | Joachim Naumann                                  | deutscher Diplomat                                                                       | 90    |       |
| 16. Dezember | Claudio Olivieri                                 | italienischer Maler                                                                      | 85    |       |
| 16. Dezember | Michael Schmidt                                  | deutscher Diplomat                                                                       | 87    |       |
| 16. Dezember | Tío Bad                                          | mexikanischer Rapper, Musiker und Aktivist                                               | 24    |       |
| 16. Dezember | Averil Williams                                  | britische Leichtathletin                                                                 | 84    |       |
| 16. Dezember | Heinrich Winkler                                 | deutscher Offizier                                                                       | 90    |       |
| 15. Dezember | Dániel Benkő                                     | ungarischer Lautenist, Gitarrist und Hochschullehrer                                     | 72    |       |
| 15. Dezember | John Burrows                                     | australischer Anglist und Literaturwissenschaftler                                       | 91    |       |
| 15. Dezember | Lothar Fietz                                     | deutscher Anglist und Literaturwissenschaftler                                           | 86    |       |
| 15. Dezember | Gerhard H. Findenegg                             | deutscher Physikochemiker                                                                | 81    |       |
| 15. Dezember | Yuan-Cheng Fung                                  | US-amerikanischer Biomechaniker                                                          | 100   |       |
| 15. Dezember | Göran Hammarström                                | schwedischer Romanist und Sprachwissenschaftler                                          | 97    |       |
| 15. Dezember | Nicky Henson                                     | britischer Schauspieler                                                                  | 74    |       |
| 15. Dezember | David Lambie                                     | britischer Politiker                                                                     | 94    |       |
| 15. Dezember | Christian Lexer                                  | österreichischer Biologe                                                                 | 48    |       |
| 15. Dezember | Monique Leyrac                                   | kanadische Sängerin und Schauspielerin                                                   | 91    |       |
| 15. Dezember | Christoph Mudrich                                | deutscher Jazzmusiker                                                                    | 59    |       |
| 15. Dezember | Reto Parolari                                    | Schweizer Dirigent                                                                       | 67    |       |
| 15. Dezember | Chuck Peddle                                     | US-amerikanischer Elektroingenieur                                                       | 82    |       |
| 15. Dezember | Thomas Pearson                                   | britischer Offizier                                                                      | 105   |       |
| 15. Dezember | Carmen Vega-Rivera                               | US-amerikanische Bürgerrechtlerin und Anwältin                                           | 65    |       |
| 15. Dezember | Leo Weber                                        | deutscher Kirchen- und Kunsthistoriker                                                   | 91    |       |
| 14. Dezember | Chuy Bravo                                       | mexikanischer Schauspieler                                                               | 63    |       |
| 14. Dezember | John Briley                                      | US-amerikanischer Drehbuchautor und Filmproduzent                                        | 94    |       |
| 14. Dezember | Yona Friedman                                    | französischer Architekt und Stadtplaner                                                  | 96    |       |
| 14. Dezember | André Gaumond                                    | kanadischer Erzbischof                                                                   | 83    |       |
| 14. Dezember | Irvin Glassman                                   | US-amerikanischer Ingenieurwissenschaftler                                               | 96    |       |
| 14. Dezember | Herbert Ipser                                    | österreichischer Chemiker und Materialwissenschaftler                                    | 72    |       |
| 14. Dezember | Anna Karina                                      | dänisch-französische Schauspielerin und Sängerin                                         | 79    |       |
| 14. Dezember | Michael Karkoc                                   | ukrainisch-US-amerikanischer Kriegsverbrecher                                            | 100   |       |
| 14. Dezember | H. David Kirk                                    | kanadischer Soziologe                                                                    | 101   |       |
| 14. Dezember | Panamarenko                                      | belgischer Künstler                                                                      | 79    |       |
| 14. Dezember | Emil Richards                                    | US-amerikanischer Perkussionist                                                          | 87    |       |
| 14. Dezember | Felix Rohatyn                                    | US-amerikanischer Bankmanager und Diplomat                                               | 91    |       |
| 14. Dezember | Jerome L. Singer                                 | US-amerikanischer Psychologe                                                             | 95    |       |
| 14. Dezember | Irv Williams                                     | US-amerikanischer Jazzmusiker                                                            | 100   |       |
| 14. Dezember | Doug Woog                                        | US-amerikanischer Eishockeyspieler und -trainer                                          | 75    |       |
| 14. Dezember | Uladsimir Zyplakou                               | belarussischer Eishockeyspieler und -trainer                                             | 50    |       |
| 13. Dezember | Aleko Adamia                                     | georgischer Künstler                                                                     | 57    |       |
| 13. Dezember | Peter Amann                                      | deutscher Bauingenieur                                                                   | 78    |       |
| 13. Dezember | Gerd Baltus                                      | deutscher Schauspieler, Hörspiel- und Hörbuchsprecher                                    | 87    |       |
| 13. Dezember | Lawrence Sigmund Bittaker                        | US-amerikanischer Serienmörder                                                           | 79    |       |
| 13. Dezember | Alfred Doderer-Winkler                           | deutscher Ingenieur und Unternehmer                                                      | 90    |       |
| 13. Dezember | Wolfgang Gessenharter                            | deutscher Politikwissenschaftler                                                         | 77    |       |
| 13. Dezember | F. Arnold Gries                                  | deutscher Mediziner                                                                      | 90    |       |
| 13. Dezember | Richard G. Hatcher                               | US-amerikanischer Politiker                                                              | 86    |       |
| 13. Dezember | Friedrich Heuck                                  | deutscher Arzt und Hochschullehrer                                                       | 98    |       |
| 13. Dezember | Wolfgang Nastainczyk                             | deutscher Religionspädagoge                                                              | 87    |       |
| 13. Dezember | Benur Paschajan                                  | sowjetischer Ringer                                                                      | 60    |       |
| 13. Dezember | Wolfgang Schlüter                                | deutscher Maler und Schmuckgestalter                                                     | 77    |       |
| 13. Dezember | Elisabeth Sifton                                 | US-amerikanische Verlegerin und Publizistin                                              | 80    |       |
| 13. Dezember | Alfons Sweeck                                    | belgischer Radrennfahrer                                                                 | 83    |       |
| 13. Dezember | Gudrun Zapf-von Hesse                            | deutsche Typografin und Buchbinderin                                                     | 101   |       |
| 12. Dezember | Dalton Baldwin                                   | US-amerikanischer Pianist                                                                | 87    |       |
| 12. Dezember | Danny Aiello                                     | US-amerikanischer Schauspieler                                                           | 86    |       |
| 12. Dezember | Jean Bazin                                       | kanadischer Politiker                                                                    | 79    |       |
| 12. Dezember | Alasdair Breckenridge                            | britischer Pharmakologe                                                                  | 82    |       |
| 12. Dezember | Ugo Fisch                                        | Schweizer Mediziner                                                                      | 88    |       |
| 12. Dezember | Günther Gerth                                    | deutscher Maler und Grafiker                                                             | 88    |       |
| 12. Dezember | Karl Griesbaum                                   | deutscher Chemiker und Hochschullehrer                                                   | 87    |       |
| 12. Dezember | Jorge Hernández                                  | kubanischer Boxer                                                                        | 65    |       |
| 12. Dezember | Matthias Kay                                     | deutscher Radiomoderator                                                                 | 50    |       |
| 12. Dezember | Eberhard Mellies                                 | deutscher Schauspieler und Synchronsprecher                                              | 90    |       |
| 12. Dezember | Roger Midgley                                    | britischer Feldhockeyspieler                                                             | 95    |       |
| 12. Dezember | Helmut Neubach                                   | deutscher Historiker                                                                     | 86    |       |
| 12. Dezember | Steven Ozment                                    | US-amerikanischer Historiker                                                             | 80    |       |
| 12. Dezember | Phase 2                                          | US-amerikanischer Grafittikünstler und Grafiker                                          | 64    |       |
| 12. Dezember | Jack Scott                                       | kanadischer Musiker                                                                      | 83    |       |
| 12. Dezember | Peter Snell                                      | neuseeländischer Leichtathlet                                                            | 80    |       |
| 12. Dezember | Stig Sollander                                   | schwedischer Skirennläufer                                                               | 93    |       |
| 12. Dezember | Max Vogt                                         | Schweizer Architekt                                                                      | 94    |       |
| 12. Dezember | Stephen A. Wainwright                            | US-amerikanischer Zoologe                                                                | 88    |       |
| 11. Dezember | David Bellamy                                    | britischer Botaniker                                                                     | 86    |       |
| 11. Dezember | Peter Blindert                                   | deutscher Künstler                                                                       | 70    |       |
| 11. Dezember | Chris Cotton                                     | US-amerikanischer Comedian                                                               | 32    |       |
| 11. Dezember | Paul Crossley                                    | britischer Architekturhistoriker                                                         | ≈74   |       |
| 11. Dezember | Monique Drilhon                                  | französische Leichtathletin                                                              | 96    |       |
| 11. Dezember | Herbert Gajewski                                 | deutscher Mathematiker                                                                   | 80    |       |
| 11. Dezember | Hannes Goetz                                     | Schweizer Manager                                                                        | 85    |       |
| 11. Dezember | Peter Greiner                                    | deutscher Bühnen- und Hörspielautor                                                      | 80    |       |
| 11. Dezember | John Graham, 4. Baronet                          | britischer Diplomat                                                                      | 93    |       |
| 11. Dezember | Larry Heinemann                                  | US-amerikanischer Schriftsteller                                                         | 75    |       |
| 11. Dezember | Erich Holzinger                                  | österreichischer Politiker                                                               | 89    |       |
| 11. Dezember | Jiří Jirmal                                      | tschechischer Gitarrist, Jazzkomponist und Musikpädagoge                                 | 94    |       |
| 11. Dezember | Dietfried Jorke                                  | deutscher Mediziner                                                                      | 93    |       |
| 11. Dezember | Andreas Kuhnert                                  | deutscher Politiker                                                                      | 68    |       |
| 11. Dezember | Mike Lindsay                                     | britischer Leichtathlet                                                                  | 81    |       |
| 11. Dezember | Anna Manel·la                                    | spanische Bildhauerin                                                                    | ≈69   |       |
| 11. Dezember | James J. McCarthy                                | US-amerikanischer Biologe und Ozeanograph                                                | 75    |       |
| 11. Dezember | William S. McFeely                               | US-amerikanischer Historiker und Buchautor                                               | 89    |       |
| 11. Dezember | Andreas Möckel                                   | deutscher Sonderpädagoge                                                                 | 92    |       |
| 11. Dezember | Mario Quagliotti                                 | italienischer Diplomat                                                                   | 81    |       |
| 11. Dezember | Henry Apaloryamam Ssentongo                      | ugandischer Bischof                                                                      | 83    |       |
| 11. Dezember | Edward Tryon                                     | US-amerikanischer Physiker                                                               | 79    |       |
| 11. Dezember | Fabio Vásquez Castaño                            | kolumbianischer Guerilla-Führer                                                          | 79    |       |
| 11. Dezember | Martin Warnke                                    | deutscher Kunsthistoriker                                                                | 82    |       |
| 11. Dezember | Ian Young                                        | schottischer Fußballspieler                                                              | 76    |       |
| 10. Dezember | Albert Bertelsen                                 | dänischer Maler                                                                          | 98    |       |
| 10. Dezember | Peter J. Betts                                   | britisch-schweizerischer Schriftsteller                                                  | 78    |       |
| 10. Dezember | Jesús del Castillo Rodríguez                     | kubanischer Dramaturg, Drehbuchautor und Fernsehregisseur                                | 71    |       |
| 10. Dezember | Frederick B. Dent                                | US-amerikanischer Politiker                                                              | 97    |       |
| 10. Dezember | Wolfgang Gedat                                   | deutscher Biologe                                                                        | 79    |       |
| 10. Dezember | Kelo Henderson                                   | US-amerikanischer Schauspieler                                                           | 96    |       |
| 10. Dezember | Ken Heyman                                       | US-amerikanischer Fotograf                                                               | 89    |       |
| 10. Dezember | Édouard Jeauneau                                 | französischer Philosophiehistoriker                                                      | 95    |       |
| 10. Dezember | Barrie Keeffe                                    | britischer Schriftsteller                                                                | 74    |       |
| 10. Dezember | Gershon Kingsley                                 | deutsch-US-amerikanischer Komponist                                                      | 97    |       |
| 10. Dezember | William Luce                                     | US-amerikanischer Dramatiker                                                             | 88    |       |
| 10. Dezember | Juri Luschkow                                    | russischer Politiker                                                                     | 83    |       |
| 10. Dezember | Emily Mason                                      | US-amerikanische Malerin                                                                 | 87    |       |
| 10. Dezember | Hans D. Meyer                                    | deutscher Althistoriker                                                                  | 90    |       |
| 10. Dezember | Don McDonagh                                     | US-amerikanischer Tanzkritiker und Buchautor                                             | 87    |       |
| 10. Dezember | Flavio G. Nuvolone                               | Schweizer Patrologe                                                                      | 72    |       |
| 10. Dezember | Hans Pohl                                        | deutscher Wirtschaftshistoriker                                                          | 84    |       |
| 10. Dezember | Rudolf Rieser                                    | österreichischer Buchbinder und Künstler                                                 | 80    |       |
| 10. Dezember | Randy Suess                                      | US-amerikanischer Informatiker                                                           | 74    |       |
| 10. Dezember | Jerry Thompson                                   | nordirischer Fußballspieler                                                              | 24    |       |
| 9. Dezember  | Manfred Adams                                    | deutscher Architekt                                                                      | 88    |       |
| 9. Dezember  | Gert Bahner                                      | deutscher Generalmusikdirektor und Dirigent                                              | 89    |       |
| 9. Dezember  | Wolfgang Bausch                                  | deutscher Heimatforscher                                                                 | 84    |       |
| 9. Dezember  | Ingrid Flöck                                     | österreichische Schwimmerin und Schwimmtrainerin                                         | 48    |       |
| 9. Dezember  | Marie Fredriksson                                | schwedische Sängerin                                                                     | 61    |       |
| 9. Dezember  | Omar Graffigna                                   | argentinischer Luftwaffenoffizier                                                        | 93    |       |
| 9. Dezember  | Chuck Heberling                                  | US-amerikanischer American-Football-Schiedsrichter                                       | 94    |       |
| 9. Dezember  | Ishibashi Masashi                                | japanischer Politiker                                                                    | 95    |       |
| 9. Dezember  | Hans-Jürgen Jacobs                               | deutscher Fertigungstechniker und Hochschulrektor                                        | 83    |       |
| 9. Dezember  | Kim Woo-choong                                   | südkoreanischer Unternehmer                                                              | 82    |       |
| 9. Dezember  | Nicholas N. Kittrie                              | US-amerikanischer Rechtswissenschaftler und Kriminologe                                  | 93    |       |
| 9. Dezember  | Umberto Montefiori                               | italienischer Politiker                                                                  | 73    |       |
| 9. Dezember  | June Nash                                        | US-amerikanische Anthropologin                                                           | 92    |       |
| 9. Dezember  | Detlef Pirsig                                    | deutscher Fußballspieler und -trainer                                                    | 74    |       |
| 9. Dezember  | José Mauro Ramalho de Alarcón Santiago           | brasilianischer Bischof                                                                  | 94    |       |
| 9. Dezember  | Franz Schulze                                    | US-amerikanischer Zeichner, Architekturhistoriker und -kritiker                          | 92    |       |
| 9. Dezember  | May Stevens                                      | US-amerikanische Malerin und Aktivistin                                                  | 95    |       |
| 9. Dezember  | Elizabeth Sutherland, 24. Countess of Sutherland | britische Adelige und Politikerin                                                        | 98    |       |
| 9. Dezember  | Imre Varga                                       | ungarischer Bildhauer, Maler, Grafiker und Designer                                      | 96    |       |
| 8. Dezember  | René Auberjonois                                 | US-amerikanischer Schauspieler                                                           | 79    |       |
| 8. Dezember  | Werner Blaser                                    | Schweizer Architekt                                                                      | 95    |       |
| 8. Dezember  | Reiner Blumentritt                               | deutscher Politiker und Hobbyarchäologe                                                  | 76    |       |
| 8. Dezember  | Anna Bravo                                       | italienische Historikerin                                                                | 81    |       |
| 8. Dezember  | Hugo Caminos                                     | argentinischer Völkerrechtler                                                            | 98    |       |
| 8. Dezember  | Roy Cheetham                                     | englischer Fußballspieler                                                                | 79    |       |
| 8. Dezember  | Eva Formánková                                   | tschechische Philosophin und Übersetzerin                                                | 88    |       |
| 8. Dezember  | Wilhelm Helms                                    | deutscher Politiker                                                                      | 95    |       |
| 8. Dezember  | Juice Wrld                                       | US-amerikanischer Rapper                                                                 | 21    |       |
| 8. Dezember  | Hirokazu Kanazawa                                | japanischer Karateka                                                                     | 88    |       |
| 8. Dezember  | Rolf Kappel                                      | deutsch-schweizerischer Wirtschaftswissenschaftler                                       | 71    |       |
| 8. Dezember  | Hans-Georg Luhr                                  | deutscher Mediziner                                                                      | 87    |       |
| 8. Dezember  | Tuncay Mesçi                                     | türkischer Fußballspieler                                                                | 72    |       |
| 8. Dezember  | Nikolaj Petersen                                 | dänischer Politikwissenschaftler und Hochschullehrer                                     | 81    |       |
| 8. Dezember  | David Pimentel                                   | US-amerikanischer Ökologe und Agrarwissenschaftler                                       | 94    |       |
| 8. Dezember  | Mathias Schreiber                                | deutscher Journalist und Publizist                                                       | 76    |       |
| 8. Dezember  | Caroll Spinney                                   | US-amerikanischer Puppenspieler                                                          | 85    |       |
| 8. Dezember  | Piero Terracina                                  | italienischer Holocaust-Überlebender                                                     | 91    |       |
| 8. Dezember  | Paul Volcker                                     | US-amerikanischer Ökonom                                                                 | 92    |       |
| 8. Dezember  | Zvonimir Vujin                                   | jugoslawischer Boxer                                                                     | 76    |       |
| 7. Dezember  | Ara Baliozian                                    | armenisch-kanadischer Schriftsteller                                                     | 82    |       |
| 7. Dezember  | Berkley Bedell                                   | US-amerikanischer Politiker                                                              | 98    |       |
| 7. Dezember  | Reinhard Bonnke                                  | deutscher Missionar und Evangelist                                                       | 79    |       |
| 7. Dezember  | Bump Elliott                                     | US-amerikanischer American-Football-Spieler und -Trainer                                 | 94    |       |
| 7. Dezember  | Kate Figes                                       | britische Autorin und Journalistin                                                       | 62    |       |
| 7. Dezember  | Herbert Joos                                     | deutscher Jazzmusiker                                                                    | 79    |       |
| 7. Dezember  | Jerry Jumonville                                 | US-amerikanischer Saxophonist                                                            | 78    |       |
| 7. Dezember  | Peter Krause                                     | deutscher Politiker                                                                      | 76    |       |
| 7. Dezember  | Walter Pauk                                      | US-amerikanischer Pädagoge und Psychologe                                                | 105   |       |
| 7. Dezember  | Ron Saunders                                     | englischer Fußballspieler und -trainer                                                   | 87    |       |
| 7. Dezember  | Martin Schmid                                    | deutscher Maler                                                                          | 93    |       |
| 7. Dezember  | Christoph Specht                                 | deutscher Motocrossfahrer                                                                | 81    |       |
| 7. Dezember  | Wolfgang Tschechne                               | deutscher Feuilletonist und Autor                                                        | 94    |       |
| 7. Dezember  | Sasa Uruschadse                                  | georgischer Regisseur und Drehbuchautor                                                  | 54    |       |
| 7. Dezember  | Wolfgang Winkler                                 | deutscher Schauspieler                                                                   | 76    |       |
| 6. Dezember  | Walter Eisenhofer                                | deutscher Ahnenforscher und Genealoge                                                    | 84    |       |
| 6. Dezember  | John L. Harmer                                   | US-amerikanischer Politiker                                                              | 85    |       |
| 6. Dezember  | Winifred Hyson                                   | US-amerikanische Komponistin und Musikpädagogin                                          | 94    |       |
| 6. Dezember  | Bernhard Kimmel                                  | deutscher Straftäter                                                                     | 83    |       |
| 6. Dezember  | Armin Krauße                                     | deutscher Bergingenieur                                                                  | 84    |       |
| 6. Dezember  | Irena Laskowska                                  | polnische Schauspielerin                                                                 | 94    |       |
| 6. Dezember  | Ron Leibman                                      | US-amerikanischer Schauspieler                                                           | 82    |       |
| 6. Dezember  | Donald Marron                                    | US-amerikanischer Investor, Kunstsammler und Philanthrop                                 | 85    |       |
| 6. Dezember  | Stojanka Mutafowa                                | bulgarische Schauspielerin                                                               | 97    |       |
| 6. Dezember  | Franz Neumann                                    | deutscher Politikwissenschaftler, Soziologe und Hochschulpräsident                       | 84    |       |
| 6. Dezember  | John W. Wilkins                                  | US-amerikanischer Physiker                                                               | 83    |       |
| 6. Dezember  | Tony Wilson                                      | britischer Brigadegeneral                                                                | 84    |       |
| 5. Dezember  | Wolfgang Back                                    | deutscher Fernsehmoderator und Wissenschaftsredakteur                                    | 76    |       |
| 5. Dezember  | Pietro Brollo                                    | italienischer Erzbischof                                                                 | 86    |       |
| 5. Dezember  | Gérard Detourbet                                 | französischer Automobilmanager                                                           | 73    |       |
| 5. Dezember  | Lidija Franklin                                  | russische Tänzerin, Tanzpädagogin und Choreografin                                       | 102   |       |
| 5. Dezember  | Marvin Goodfriend                                | US-amerikanischer Ökonom                                                                 | 69    |       |
| 5. Dezember  | Horst Hagen                                      | deutscher Richter                                                                        | 85    |       |
| 5. Dezember  | Willi Janßen                                     | deutscher Fußballspieler                                                                 | 72    |       |
| 5. Dezember  | Mors Kochanski                                   | kanadischer Bushcraft- und Überlebenslehrer, Naturforscher und Autor                     | 79    |       |
| 5. Dezember  | Heinrich Krefeld                                 | deutscher klassischer Philologe                                                          | 97    |       |
| 5. Dezember  | George J. Laurer                                 | US-amerikanischer Ingenieur und Erfinder                                                 | 94    |       |
| 5. Dezember  | Peter Rech                                       | deutscher Kunstpädagoge                                                                  | 76    |       |
| 5. Dezember  | George Sakheim                                   | US-amerikanischer Dolmetscher                                                            | 96    |       |
| 5. Dezember  | Bruno Scipioni                                   | italienischer Schauspieler und Synchronsprecher                                          | 85    |       |
| 5. Dezember  | Natalie Trundy                                   | US-amerikanische Schauspielerin                                                          | 79    |       |
| 5. Dezember  | Garner Tullis                                    | US-amerikanischer Künstler                                                               | 79    |       |
| 5. Dezember  | Robert Walker junior                             | US-amerikanischer Schauspieler                                                           | 79    |       |
| 5. Dezember  | Tony Wilson                                      | britischer Generalstabsoffizier                                                          | 84    |       |
| 4. Dezember  | Javier Aguirre                                   | spanischer Filmregisseur                                                                 | 84    |       |
| 4. Dezember  | Akira Hayami                                     | japanischer Historiker                                                                   | 90    |       |
| 4. Dezember  | Heiner Bruns                                     | deutscher Bühnenregisseur und Theaterintendant                                           | 84    |       |
| 4. Dezember  | Fabio Callejas                                   | kolumbianischer Journalist                                                               | 61    |       |
| 4. Dezember  | Christine Chambers                               | US-amerikanische Fotografin                                                              | 39    |       |
| 4. Dezember  | Thomas Elsaesser                                 | deutscher Filmhistoriker und Filmwissenschaftler                                         | 76    |       |
| 4. Dezember  | Leonard Goldberg                                 | US-amerikanischer Film- und Fernsehproduzent                                             | 85    |       |
| 4. Dezember  | Azucena Hernández                                | spanische Schauspielerin und Euthanasieverfechterin                                      | 59    |       |
| 4. Dezember  | Hugo Hörtnagl                                    | österreichischer Politiker                                                               | 86    |       |
| 4. Dezember  | Ján Eugen Kočiš                                  | slowakischer Bischof                                                                     | 93    |       |
| 4. Dezember  | Thomas Küttler                                   | deutscher Theologe                                                                       | 82    |       |
| 4. Dezember  | Margaret Morgan Lawrence                         | US-amerikanische Psychoanalytikerin                                                      | 105   |       |
| 4. Dezember  | Javier Lima                                      | mexikanischer Fußballspieler                                                             | ?     |       |
| 4. Dezember  | Peter Lorf                                       | deutscher Journalist und Diplomat                                                        | 87    | [ 1 ] |
| 4. Dezember  | Rosa Morena                                      | spanische Flamenco-Pop-Sängerin und Schauspielerin                                       | 78    |       |
| 4. Dezember  | Claudio Rodríguez                                | spanischer Schauspieler und Synchronsprecher                                             | 86    |       |
| 4. Dezember  | Hans Scholten                                    | deutscher Naturschützer                                                                  | 84    |       |
| 4. Dezember  | Harry Schulz                                     | deutscher Gastronom und Imbiss-Tester                                                    | 59    |       |
| 4. Dezember  | Bodo Staiger                                     | deutscher Musiker und Produzent                                                          | 70    |       |
| 4. Dezember  | Martin Stöhr                                     | deutscher Theologe                                                                       | 87    |       |
| 4. Dezember  | Peter van Walsum                                 | niederländischer Diplomat                                                                | 85    |       |
| 3. Dezember  | Irmela Broniecki                                 | deutsche Fechterin                                                                       | 75    |       |
| 3. Dezember  | Cha In-ha                                        | südkoreanischer Schauspieler und Popsänger                                               | 27    |       |
| 3. Dezember  | Karl Esser                                       | deutscher Botaniker                                                                      | 95    |       |
| 3. Dezember  | Andreas Fischer                                  | deutscher Wirtschaftspädagoge                                                            | 64    |       |
| 3. Dezember  | Bernd Günther                                    | deutscher Maler, Grafiker und Buchillustrator                                            | 75    |       |
| 3. Dezember  | Klaus Hartmann                                   | deutscher Fußballfunktionär                                                              | 90    |       |
| 3. Dezember  | Louis Ferdinand Helbig                           | deutscher Germanist und Literaturhistoriker                                              | 84    |       |
| 3. Dezember  | Ronald Hirlé                                     | französischer Verleger                                                                   | 69    |       |
| 3. Dezember  | Ray Kidder                                       | US-amerikanischer Physiker                                                               | 96    |       |
| 3. Dezember  | Holger Kirchner                                  | deutscher Mediziner                                                                      | 78    |       |
| 3. Dezember  | Hans-Dieter Krampe                               | deutscher Fußballspieler                                                                 | 82    |       |
| 3. Dezember  | Jürgen Kreuzer                                   | österreichischer Fußballspieler                                                          | 77    |       |
| 3. Dezember  | Myron Kyprijan                                   | ukrainischer Bühnenbildner                                                               | 89    |       |
| 3. Dezember  | Harald Schmitz-Schmelzer                         | deutscher Maler und Objektkünstler                                                       | 66    |       |
| 3. Dezember  | Manfred Schneckenburger                          | deutscher Kunsthistoriker                                                                | 81    |       |
| 3. Dezember  | Taro Takahashi                                   | japanisch-US-amerikanischer Ozeanograph und Geochemiker                                  | 89    |       |
| 3. Dezember  | Erika Tappe                                      | deutsche Künstlerin, Synchronsprecherin, Drehbuchassistentin, Schauspielerin und Autorin | 81    |       |
| 3. Dezember  | Hans Thomas                                      | deutscher Jazzmusiker und Musikredakteur                                                 | 82    |       |
| 3. Dezember  | Félicienne Lusamba Villoz-Muamba                 | kongolesisch-schweizerische Mediatorin und Politikerin                                   | 63    |       |
| 2. Dezember  | Richard Easton                                   | kanadischer Schauspieler                                                                 | 86    |       |
| 2. Dezember  | Goran Ebel                                       | deutscher Schauspieler                                                                   | 78    |       |
| 2. Dezember  | Dorothy Fontana                                  | US-amerikanische Drehbuchautorin                                                         | 80    |       |
| 2. Dezember  | Thomas Hermsdorfer                               | deutscher Politiker                                                                      | 52    |       |
| 2. Dezember  | Francesco Janich                                 | italienischer Fußballspieler                                                             | 82    |       |
| 2. Dezember  | Irene Knickrehm                                  | deutsche Politikerin                                                                     | 94    |       |
| 2. Dezember  | Robert K. Massie                                 | US-amerikanischer Historiker                                                             | 90    |       |
| 2. Dezember  | Johann Baptist Metz                              | deutscher Theologe                                                                       | 91    |       |
| 2. Dezember  | Jacques Morgantini                               | französischer Aufnahmeleiter, Promoter und Musikhistoriker                               | 95    |       |
| 2. Dezember  | Mutaib ibn Abd al-Aziz                           | saudi-arabischer Prinz und Politiker                                                     | 88    |       |
| 2. Dezember  | Hans Pfeifer                                     | deutscher Klarinettist                                                                   | 85    |       |
| 2. Dezember  | Andrew „Greedy“ Smith                            | australischer Musiker und Sänger                                                         | 63    |       |
| 2. Dezember  | Lindsay Symon                                    | britischer Neurochirurg                                                                  | 90    |       |
| 2. Dezember  | Ken Taylor                                       | US-amerikanischer Philosoph                                                              | 65    |       |
| 2. Dezember  | Juan Pablo Vergara                               | peruanischer Fußballspieler                                                              | 34    |       |
| 1. Dezember  | Henri Biancheri                                  | französischer Fußballspieler und -funktionär                                             | 87    |       |
| 1. Dezember  | Peter Brügge                                     | deutscher Journalist                                                                     | 91    |       |
| 1. Dezember  | Jack Burns                                       | britischer Schauspieler und Balletttänzer                                                | 14    |       |
| 1. Dezember  | Matthew Chipchase                                | britischer Sänger und Gitarrist                                                          | 35    |       |
| 1. Dezember  | Miguelina Cobián                                 | kubanische Leichtathletin                                                                | 77    |       |
| 1. Dezember  | William R. Cullen                                | neuseeländisch-kanadischer Chemiker                                                      | 86    |       |
| 1. Dezember  | Miguel Hesayne                                   | argentinischer Bischof                                                                   | 96    |       |
| 1. Dezember  | Mariss Jansons                                   | lettischer Dirigent                                                                      | 76    |       |
| 1. Dezember  | Robert M. Koerner                                | US-amerikanischer Geotechniker                                                           | 85    |       |
| 1. Dezember  | Shelley Morrison                                 | US-amerikanische Schauspielerin                                                          | 83    |       |
| 1. Dezember  | Günther Rubenbauer                               | deutscher Fußballspieler                                                                 | 78    |       |
| 1. Dezember  | Robert H. Rutford                                | US-amerikanischer Geologe, Polarforscher und Hochschulpräsident                          | 86    |       |
| 1. Dezember  | Marcus Schloussen                                | deutscher Rockbassist                                                                    | 65    |       |
| 1. Dezember  | Paul David Sirba                                 | US-amerikanischer Bischof                                                                | 59    |       |
| 1. Dezember  | Anno Vey                                         | deutscher Politiker                                                                      | 85    |       |
| 1. Dezember  | Wolfgang Weber                                   | deutscher Wirtschaftswissenschaftler                                                     | 80    |       |
| 1. Dezember  | Hans-Theo Wrege                                  | deutscher Theologe                                                                       | 85    |       |

### Datum unbekannt
| Tag                                 | Name               | Beruf, bekannt als                                             | Alter | Beleg |
| ----------------------------------- | ------------------ | -------------------------------------------------------------- | ----- | ----- |
| tot aufgefunden am 27. Dezember     | Kushal Punjabi     | indischer Schauspieler                                         | 42    |       |
| Tod bekannt gegeben am 27. Dezember | Arkady Rovner      | US-amerikanischer Philosoph                                    | 79    |       |
| Tod bekannt gegeben am 27. Dezember | Dieter Wünsch      | deutscher Fußballspieler                                       | 67    |       |
| 21. Dezember oder 22. Dezember      | Tatjana Janowskaja | sowjetische bzw. russische Geophysikerin und Hochschullehrerin | 87    |       |
| Tod bekannt gegeben am 19. Dezember | Horst Westphal     | deutscher Schauspieler                                         | 90    |       |
| Tod bekannt gegeben am 14. Dezember | Peter Kruse        | deutscher Journalist                                           | 81    |       |
| Tod bekannt gegeben am 12. Dezember | Zeke Mullins       | US-amerikanischer Jazzmusiker                                  | 94    |       |
| tot aufgefunden am 10. Dezember     | José Lopes         | portugiesischer Schauspieler                                   | 61    |       |
| Tod bekannt gegeben am 10. Dezember | Lutz Wiegrebe      | deutscher Neurobiologe                                         | 54    |       |
| 7. Dezember oder 8. Dezember        | Hans Pauli         | Schweizer Politiker                                            | 71    |       |
| tot aufgefunden am 6. Dezember      | Kurt Mündl         | österreichischer Dokumentarfilmer                              | 60    |       |
| Dezember                            | Claus Oetke        | deutscher Indologe                                             | 72    |       |